# Hiệp hội Điều Việt Nam
Hiệp hội Điều Việt Nam (VINACAS) được thành lập vào năm 1990 theo Quyết định số 346 NN -TCCB/QĐ ngày 29 tháng 11 năm 1990 của Bộ Nông nghiệp và Công nghiệp Thực phẩm (nay là Bộ NN và PT Nông thôn). VINACAS là tổ chức xã hội - nghề nghiệp của các tổ chức thuộc các thành phần kinh tế và các cá nhân làm nhiệm vụ: trồng, chế biến, tiêu thụ, kinh doanh hạt điều và các sản phẩm, dịch vụ liên quan đến cây điều; tự nguyện thành lập Hiệp hội nhằm mục đích tập hợp, đoàn kết, hỗ trợ lẫn nhau trong hoạt động sản xuất kinh doanh và dịch vụ, bảo vệ quyền lợi hợp pháp chính đáng của hội viên, giúp nhau cùng phát triển, khuyến nghị hội viên nghiêm chỉnh thực hiện các chủ trương, chính sách pháp luật của Nhà nước và các cam kết quốc tế nhằm nâng cao chất lượng sản phẩm, bảo vệ uy tín thương hiệu của ngành điều, để ngành điều phát triển bền vững, có vị trí xứng đáng trong và ngoài nước để góp phần vào công cuộc phát triển kinh tế - xã hội của đất nước.

## Lịch sử
1988, Ngành chế biến điều xuất khẩu được hình thành.
1990, Hiệp hội cây điều Việt Nam chính thức được thành lập theo Quyết định số 346 NN -TCCB/QĐ ngày 29/11/1990 của Bộ Nông nghiệp và Công nghiệp Thực phẩm Việt Nam (nay là Bộ Nông nghiệp và Phát triển Nông thôn Việt Nam). Tên giao dịch: "Vietnam Cashew Association". Tên viết tắt: "VINACAS".
1992, Việt Nam bắt đầu xuất khẩu điều nhân qua thị trường Trung Quốc - thị trường láng giềng quan trọng với dân số lớn nhất thế giới.
1994, Những lô hàng điều nhân đầu tiên "Made in Vietnam" được xuất khẩu vào thị trường Hoa Kỳ - thị trường tiêu thụ nhân điều lớn nhất thế giới.
1996, Những hạt điều thô xuất xứ châu Phi đầu tiên nhập khẩu vào Việt Nam. Việt Nam chấm dứt xuất khẩu điều thô qua Ấn Độ.
1999, Thủ tướng Chính phủ ban hành Quyết định số 120/1999/QĐ-TTg ngày 07/5/1999, phê duyệt Đề án phát triển ngành điều đến năm 2010.
Từ 2002 đến 2003, Ngành điều Việt Nam có bước phát triển nhảy vọt. Việt Nam trở thành quốc gia sản xuất, chế biến và xuất khẩu điều nhân lớn thứ hai thế giới, sau Ấn Độ.
2005 là năm ngành điều gặp khó khăn lớn nhất đầu tiên trong lịch sử. Vượt qua khó khăn, Việt Nam đạt kim ngạch xuất khẩu điều nhân 418 triệu USD, tiếp tục là quốc gia sản xuất, chế biến và xuất khẩu điều nhân lớn thứ hai thế giới, sau Ấn Độ.
2006, Ngành điều Việt Nam tiếp tục phát triển. Việt Nam trở thành quốc gia xuất khẩu điều nhân lớn nhất Thế giới, vượt qua Ấn Độ.
2007, Việt Nam đạt kim ngạch xuất khẩu điều nhân 651 triệu USD, năm thứ hai liên tiếp Việt Nam giữ vị trí xuất khẩu điều nhân lớn nhất Thế giới. Sản xuất, chế biến và xuất khẩu điều đi vào ổn định. Năm này là năm có sự chuyển dịch mạnh trong cơ cấu đầu tư vào kỹ thuật, công nghệ chế biến điều, đặc biệt ở khâu bóc vỏ lụa tự động.
2008, Giá điều nhân tăng kỷ lục, phá vỡ ngưỡng 3,5 USD/Lb FOB đã giúp ngành điều hoàn thành kế hoạch xuất khẩu trước 2 tháng, kim ngạch xuất khẩu điều nhân đạt 920 triệu USD, giữ vững ngôi vị xuất khẩu điều nhân lớn nhất Thế giới năm thứ ba liên tiếp. VINACAS triển khai Dự án SXTN KH-CN cấp Nhà nước: "Hoàn thiện công nghệ, thiết kế, chế tạo máy tự động tách vỏ hạt điều và máy bóc vỏ lụa nhân điều trong dây chuyền chế biến điều xuất khẩu". Mã số: KC.07.DA13/06-10.
2009 là năm của những khó khăn, thử thách với cộng đồng doanh nghiệp ngành điều do những tác động của khủng hoảng tài chính toàn cầu. Vượt qua khó khăn, thử thách, Việt Nam tiếp tục duy trì vị trí xuất khẩu điều nhân lớn nhất Thế giới năm thứ tư liên tiếp. Công nghệ, thiết bị chế biến điều được hoàn thiện, đặc biệt ở khâu tách vỏ cứng hạt điều.
2010, Lần đầu tiên Việt Nam đạt kim ngạch xuất khẩu điều nhân trên 1 tỷ đô la – năm này là năm thứ năm liên tiếp Việt Nam giữ vững vị trí xuất khẩu điều nhân lớn nhất thế giới. Lễ hội Quả Điều Vàng Việt Nam - Bình Phước 2010 được tổ chức. Hội đồng Điều toàn cầu (GCC) được thành lập và VINACAS là một trong những thành viên sáng lập.
2011, Đây là năm ngành điều Việt Nam gặp khó khăn lớn nhất trong lịch sử. Vượt qua khó khăn, thử thách, Việt Nam tiếp tục duy trì vị trí xuất khẩu điều nhân lớn nhất thế giới năm thứ sáu liên tiếp. VINACAS hoàn thành Dự án KC.07.DA13/06-10 với kết quả xuất sắc, phong trào cải tiến công nghệ, thiết bị chế biến điều phát triển mạnh mẽ. Hai khâu cơ bản cắt tách vỏ cứng và bóc vỏ lụa được hoàn thiện. Thiết bị phân loại màu tự động được sử dụng rộng rãi góp phần nâng cao năng suất, chất lượng, vệ sinh an toàn thực phẩm cho nhân điều xuất khẩu.
2012, Sản xuất, chế biến, xuất khẩu điều dần hồi phục. Năm này là năm thứ bảy liên tiếp, Việt Nam là quốc gia xuất khẩu điều nhân lớn nhất thế giới. VINACAS tăng cường hợp tác quốc tế thông qua việc tổ chức thành công Hội nghị khách hàng điều quốc tế tại Nha Trang với quy mô lớn nhất từ trước đến nay.
2013, Lần đầu tiên, xuất khẩu các sản phẩm điều của Việt Nam cán mốc 2 tỷ USD. Năm này là năm thứ tám liên tiếp, Việt Nam là quốc gia xuất khẩu điều nhân lớn nhất thế giới. Lần đầu tiên, Bộ Nông nghiệp và Phát triển Nông thôn Việt Nam phối hợp cùng VINACAS tổ chức Hội nghị tuyên dương nông dân trồng điều giỏi toàn quốc. Năm này cũng là năm khởi động chương trình Giá trị điều Việt Nam với mục tiêu kích cầu tiêu dùng nhân điều trong nước thông qua việc quảng bá các giá trị dinh dưỡng của hạt điều.
2014, VINACAS triển khai thành công dự án khuyến nông Ghép cải tạo vườn điều tại 2 tỉnh Bình Phước và Đồng Nai với mục tiêu đạt tối thiểu 3 tấn/ ha điều sau ghép cải tạo. Diễn đàn Giá trị điều Việt Nam lần đầu tiên được tổ chức tại Thành phố Hồ Chí Minh. Phong trào chế biến sâu và quảng bá tiêu dùng hạt điều trong nước có bước phát triển mới. Chế biến điều có bước nhảy vọt do những thành tựu trong công nghệ, thiết bị chế biến điều. Việt Nam tiếp tục duy trì vị trí xuất khẩu điều lớn nhất thế giới với kim ngạch xuất khẩu kỷ lục 2,2 tỷ USD các sản phẩm điều.
2015, Bộ Nông nghiệp và Phát triển Nông thôn Việt Nam ban hành Quyết định số 579 /QĐ-BNN-TT ngày 13/2/2015 về việc phê duyệt Quy hoạch phát triển ngành điều đến năm 2020 và định hướng đến năm 2030. Hiệp hội Điều Việt Nam được Bộ Nông nghiệp và Phát triển Nông thôn Việt Nam quan tâm tham gia hỗ trợ kinh phí phát triển dự án ghép cải tạo vườn điều. Đây cũng là năm xuất khẩu điều nhân đạt kỷ lục mới với kim ngạch xuất khẩu 2,5 tỷ USD các sản phẩm điều 
2016, Vượt qua ngành lúa gạo, ngành điều đạt kim ngạch xuất khẩu 2,86 tỷ USD (cao nhất từ trước tới lúc đó), sản lượng chế biến 1,58 triệu tấn hạt điều thô, xuất khẩu 348 ngàn tấn nhân điều. Dòng sản phẩm chế biến sâu được được đẩy mạnh, tiêu dùng trong nước và xuất khẩu có mức tăng trưởng ấn tượng. VINACAS khởi động Đề án Sản xuất sạch hơn, An toàn Vệ sinh Thực phẩm cho ngành điều giai đoạn 2016-2020. Một số doanh nghiệp Hội viên VINACAS mở rộng đầu tư vùng nguyên liệu ở nước ngoài. Một số tập đoàn lớn trên thế giới tham gia đầu tư vào các nhà máy chế biến điều tại Việt Nam. Các doanh nghiệp chế biến điều bắt đầu đẩy mạnh chương trình hợp tác sản xuất và tiêu thụ nông sản thông qua các mô hình như hợp tác xã, gắn với tiêu chí liên kết 4 nhà: Nhà nước - Nhà Khoa học – Nhà Doanh nghiệp - Nhà Nông.
2017, Báo The Wall Street Journal (Hoa Kỳ) đăng bài How Cashews Explain Globalization, có đoạn: “Giờ đây, Việt Nam là vua hạt điều của thế giới nhờ vào công nghệ chế biến phát triển khi vượt qua Ấn Độ. Việt Nam trở thành trung tâm chế biến và xuất nhập khẩu điều số 1 thế giới khi chiếm hơn 50% lượng điều thô thế giới. Trung tâm chế biến hạt điều thế giới chuyển từ TP. Kollam, Ấn Độ về Việt Nam”. Việt Nam xuất khẩu 362,7 ngàn tấn nhân điều, đạt kim ngạch xuất khẩu 3,62 tỷ USD. Hạt điều Việt Nam được xuất khẩu tới 95 quốc gia và vùng lãnh thổ trên thế giới, tiếp tục duy trì thị phần trên 60% tổng giá trị XK nhân điều toàn cầu (khoảng 5,5 tỷ USD). Hạt điều giữ vị trí số 1 trong nhóm hàng nông sản xuất khẩu chủ lực của Việt Nam, xếp trên rau quả - cà phê - lúa gạo - hồ tiêu; được lựa chọn là 1 trong 3 nhóm hàng thế mạnh xuất khẩu lớn nhất của Việt Nam tham gia Chương trình xây dựng chiến lược thương hiệu ngành thực phẩm Việt Nam, “Cashews of 6 Vietnam” nhằm quảng bá hình ảnh, thương hiệu điều Việt Nam trên phạm vi toàn cầu thông qua các chương trình xúc tiến thương mại quốc gia. Hội nghị Điều Quốc tế 2017 tại Phú Quốc đón 500 đại biểu đến từ 40 quốc gia và vùng lãnh thổ trên thế giới. Với chủ đề “Nói tới hạt điều, nghĩ đến Việt Nam”, Hội nghị đã làm nổi bật lên vai trò, vị thế của ngành điều Việt Nam trên trường quốc tế. VINACAS tiếp tục đẩy mạnh quan hệ hợp tác song phương và đa phương với các tổ chức quốc tế, các tổ chức điều đại diện cho những nước sản xuất chế biến và tiêu thụ điều lớn trên thế giới như: GCC, INC, AFI, ACA (Úc), ACA (châu Phi), CCA, AEC-CI, NCAN,… Bộ Nông Lâm Ngư nghiệp Campuchia ký biên bản ghi nhớ với VINACAS về việc VINACAS hỗ trợ giống và kỹ thuật, hướng tới mục tiêu 1 triệu tấn điều thô trong 10 năm tiếp theo. Chương trình đồng hành cùng nhà nông (với nội dung cốt lõi là thâm canh và cải tạo vườn điều theo hướng thực hành sản xuất tốt và sản xuất hữu cơ) tiếp tục nhận được sự quan tâm của Lãnh đạo Bộ Ngành Trung ương, các địa phương và bà con nông dân trồng điều.
2018, Năm 2018 là năm nhiều khó khăn nhưng ngành điều Việt nam vẫn xuất khẩu gần 400.000 tấn điều nhân, kim ngạch trên 3,5 tỷ USD đến hơn 90 nước và vùng lãnh thổ. Tại Hội nghị Điều Quốc tế lần thứ 10/2018 tại TP. Hạ Long, VINACAS chào đón khoảng 400 đại biểu đến từ 50 quốc gia và vùng lãnh thổ trên thế giới về dự. Ngoài xúc tiến thương mại, quảng bá thương hiệu, kết nối giao thương giữa các doanh nghiệp trong ngoài nước và phát triển xuất khẩu; VINACAS tiếp tục đẩy mạnh quan hệ hợp tác song phương và đa phương với các tổ chức quốc tế, các tổ chức điều đại diện cho những nước sản xuất, chế biến và tiêu thụ điều lớn trên thế giới Căn cứ Biên bản ghi nhớ đã ký giữa Bộ Nông Lâm Ngư nghiệp Cămpuchia và VINACAS, Hiệp hội đã đẩy mạnh các hoạt động hợp tác bao gồm hỗ trợ tư vấn, đào tạo, cử chuyên gia hỗ trợ kỹ thuật sang Cămpuchia, trao tặng phía Cămpuchia 18 ngàn cây điều giống ưu tú của Việt Nam (được tuyển chọn từ các nhà vườn uy tín tại Bình Phước và Đồng Nai). Tuy nhiên, đây cũng là năm thị trường nguyên liệu điều thô quốc tế có biến động mạnh nhất kể từ xưa đến nay, hàng trăm ngàn tấn điều thô nhập khẩu về Việt Nam và Ấn Độ trong Quý 2/ 2018 đã phải nằm chờ tại cảng và các kho ngoại quan trong thời gian dài mới được thông quan (nguyên nhân chủ yếu là vấn đề chất lượng hàng hóa và khó khăn về tín dụng của DN NK).
2019, Xuất khẩu điều nhân và nhập khẩu điều thô tăng trưởng mạnh, không chỉ giữ vững ngôi vị đứng đầu thế giới về xuất khẩu điều nhân mà còn ghi kỷ lục mới với số lượng điều nhân xuất khẩu đạt 459.500 tấn; tăng 16,65% so với cùng kỳ, và nhập khẩu điều thô: 1.677.022 tấn, tăng 32,93 % so với cùng kỳ. 7 Hội nghị điều quốc tế lần thứ 11 tại Tp. Huế thành công tốt đẹp: Mặc dù thay đổi thời điểm tổ chức nhưng đã được thực hiện chuyên nghiệp, quy tụ gần 250 đại biểu đến từ 30 quốc gia và vùng lãnh thổ của châu Âu, châu Mỹ, châu Á, châu Phi và Việt Nam. VINACAS phối hợp với Bộ Khoa học - Công nghệ và các ngành liên quan ban hành Tiêu chuẩn Hạt điều thô, (TCVN 12380 - 2018), có ý nghĩa quan trọng trong việc kiểm tra, đánh giá, phân loại chất lượng điều thô nhập khẩu và xử lý tranh chấp thương mại. Nhiều doanh nghiệp đã đổi mới quản lý, xây dựng quy trình chế biến theo tiêu chuẩn của các nước phát triển, đặc biệt nâng cao trách nhiệm xã hội gồm có SMETA, BRC,… đảm bảo chất lượng xuất khẩu theo những yêu cầu cao của các nước trên thế giới… VINACAS tập hợp những doanh nghiệp hàng đầu của ngành điều tăng cường liên kết trong sản xuất, kinh doanh, điều tiết thị trường. Lần đầu tiên, 1 doanh nghiệp Việt Nam đã gây tiếng vang trên thị trường ngành điều thế giới với thương vụ “TL176” (tham gia vào việc đấu thầu, nhập khẩu 176.000 tấn điều thô từ Chính phủ Tanzania niên vụ 2018).
2020, Đại dịch Covid-19 tác động mạnh đến mọi mặt của thế giới và ngành điều toàn cầu. Mặc dù có nhiều biến động phức tạp, ngành điều Việt Nam vẫn giữ vững hoạt động sản xuất và xuất khẩu nhân điều. Việt Nam đã xuất khẩu được 515 nghìn tấn điều nhân các loại, trị giá 3,21 tỷ USD, tăng 13% về lượng, nhưng giảm 2,3% về trị giá so với năm 2019, duy trì vị trí số 1 về xuất khẩu nhân điều trên thế giới. Kỷ niệm 30 năm ngày thành lập, VINACAS in đậm dấu ấn vào lịch sử phát triển ngành điều. “Nói đến hạt điều, nghĩ về Việt Nam; Nói đến ngành điều, nói đến VINACAS”. Việt Nam đã khẳng định vị thế là nước cung ứng nhân điều chất lượng số 1 cho thế giới; là nước nhập khẩu điều thô lớn nhất thế giới; Là nước chế tạo và xuất khẩu thiết bị công nghệ chế biến điều tiên tiến nhất thế giới,…
2021, Vượt qua những khó khăn, thách thức từ dịch bệnh Covid-19 với biến thể mới Delta, Delta+, ngành điều Việt Nam tiếp tục duy trì tăng trưởng dương về sản xuất, chế biến, xuất khẩu điều, vượt mục tiêu xuất khẩu điều do Bộ NN-PTNT đã đề ra 3,6 tỷ USD, cụ thể đã đạt 3,659 tỷ USD, tăng trên 14% so với năm 2020. Việt Nam tiếp tục giữ vị trí số 1 thế giới về xuất khẩu nhân điều với trên 80% tổng sản lượng nhân điều xuất khẩu của toàn cầu; hạt điều là mặt hàng nông sản xuất khẩu chủ lực của Việt Nam, tiếp tục duy trì vị trí số 1 trong nhóm nông sản (thực vật) chính, bao gồm: hạt điều, rau quả, lúa gạo, cà phê, hồ tiêu. Tại những thị trường trọng điểm trong tổng số trên 100 thị trường xuất khẩu khắp thế giới, hạt điều Việt Nam đang giữ thị phần vượt trội (ở Mỹ và Trung 8 Quốc thị phần 90%, Hà Lan 80%, Đức 60%,…). Tuy nhiên, Việt Nam tiếp tục là quốc gia nhập khẩu điều nhân sơ chế với số lượng lớn từ những quốc gia châu Phi. Ngoài xuất khẩu nhân điều sơ chế qua Việt Nam, các quốc gia châu Phi cũng đã tăng cường xuất khẩu nhân điều trực tiếp đi châu Âu do lợi thế về vị trí địa lý,... Hạt điều là nông sản xuất khẩu chính ngạch và bằng đường biển là chủ yếu. Năm 2021, khoảng 60% số lượng hạt điều xuất khẩu đi Trung Quốc bằng đường biển. Đây là thay đổi lớn vì 10 năm trước đây, phần lớn hạt điều xuất khẩu đi Trung Quốc bằng đường bộ. Về hạt điều thô: đây là năm mà Việt Nam có 2 kỷ lục, kỷ lục nhập khẩu lớn nhất từ trước đến nay và kỷ lục nhập khẩu từ Campuchia (trên 1 triệu tấn hạt điều). Mặc dù có nhiều tranh cãi nhưng nếu theo kết quả này, Việt Nam sẽ khẳng định mình không chỉ là: nước cung ứng nhân điều cả về số lượng và chất lượng hàng đầu thế giới; nước có công nghệ, thiết bị chế biến điều tiên tiến nhất thế giới; mà còn là, nước có vai trò quan trọng nhất đối với thị trường điều thô toàn cầu: “Nói đến hạt điều, nghĩ tới Việt Nam!".
Trích dẫn: https://vinacas.com.vn/uploads/20220210_nganhdieuvn_changduongphattrien.pdf

## Hội viên và các hội thành viên
- Hiệp hội Điều Việt Nam có trên 500 hội viên (chính thức, liên kết, danh dự, quan sát viên); 5 hội thành viên (Hội chế biến XNK Điều Long An - LACAS, Hội Điều Bình Phước - BPCAS, Hội Điều Đồng Nai - DONACAS, Hội Nông dân tỉnh Bình Phước, Hội Nông dân tỉnh Đồng Nai); 4 câu lạc bộ (Câu lạc bộ những doanh nghiệp xuất khẩu điều hàng đầu Việt Nam - G20-VCS++, Câu lạc bộ Công nghệ Thiết bị chế biến điều - CPTEC, Câu lạc bộ những người trồng điều giỏi Việt Nam, Câu lạc bộ điều tại Tp. HCM); 1 trung tâm nghiên cứu liên kết (Trung tâm Nghiên cứu và Phát triển cây điều).
- 05 hội thành viên: Hội chế biến XNK Điều Long An (LACAS); Hội Điều Bình Phước (BPCAS); Hội Điều Đồng Nai (DONACAS); Hội Nông dân tỉnh Bình Phước; Hội Nông dân tỉnh Đồng Nai;
- 04 câu lạc bộ: Câu lạc bộ những Doanh nghiệp Sản xuất Kinh doanh Điều sạch hàng đầu Việt Nam (nâng cấp từ "Câu lạc bộ những doanh nghiệp xuất khẩu điều hàng đầu Việt Nam" (tên viết tắt: G20-VCS++); Câu lạc bộ Công nghệ Thiết bị chế biến điều (CPTEC); Câu lạc bộ những người trồng điều giỏi Việt Nam; Câu lạc bộ những người làm điều tại Tp. HCM;
- 01 trung tâm nghiên cứu liên kết: Trung tâm Nghiên cứu và Phát triển cây điều.[4][5]

## Ban thường vụ - Ban chấp hành - Ban Kiểm tra Hiệp hội nhiệm kỳ X: 2021 - 2026.
Ngày 26 tháng 2 năm 2022, tại TP. HCM, Hiệp hội Điều Việt Nam (VINACAS) đã tổ chức Đại hội Hiệp hội Điều Việt Nam lần thứ X Nhiệm kỳ 2021 - 2026. Đại hội đã bầu Ban chấp hành Nhiệm kỳ X với số lượng 17 người, Ban Thường vụ 9 người, Ban Kiểm tra 3 người theo danh sách dưới đây:"
| STT | Tên                | Chức vụ                                                                                |
| --- | ------------------ | -------------------------------------------------------------------------------------- |
| 1   | Phạm Văn Công      | Chủ tịch VINACAS Chủ tịch các Hội đồng                                                 |
| 2   | Bạch Khánh Nhựt    | Phó Chủ tịch thường trực                                                               |
| 3   | Nguyễn Minh Họa    | Phó Chủ tịch Trưởng ban Chính sách GĐ Cty TNHH BIMICO                                  |
| 4   | Trần Văn Hiệp      | Phó Chủ tịch Trưởng ban XTTM Chủ tịch LACAS Chủ tịch HDTV Cty Mỹ An                    |
| 5   | Trần Hữu Hậu       | Trưởng Ban Kiểm tra Phó Tổng Thư ký                                                    |
| 6   | Đặng Hoàng Giang   | Ủy viên BTV VINACAS Tổng Thư ký - VPHH                                                 |
| 7   | Phạm Thị Thủy      | Ủy viên BTV VINACAS Phó Giám đốc Công TNHH Phú Thủy                                    |
| 8   | Tạ Quang Huyên     | Ủy viên BTV VINACAS Tổng Giám đốc Công ty CP Hoàng Sơn 1                               |
| 9   | Vũ Thái Sơn        | Ủy viên BTV VINACAS Chủ tịch hội đồng quản trị kiêm Tổng Giám Công ty Cổ phần Long Sơn |
| 10  | Cao Thúc Uy        | Ủy viên BTV VINACAS Giám đốc Công ty TNHH Cao Phát                                     |
| 11  | Trương Sỹ Bá       | Ủy viên Ban chấp hành VINACAS Chủ tịch HDQT kiêm TGĐ Cty CP Tập Đoàn Tân Long          |
| 12  | Vũ Thị Thu Hương   | Ủy viên Ban chấp hành VINACAS Phó TB Kiểm tra VINACAS kiêm GĐ CTy TNHH HD Cashews      |
| 13  | Nguyễn Thế Phiệt   | Ủy viên Ban chấp hành VINACAS Lãnh sự DĐ Bờ Biển Ngà tại TP.HCM                        |
| 14  | Phùng Văn Sâm      | Ủy viên Ban chấp hành VINACAS TGĐ Cty CP Hanfimex                                      |
| 15  | Nguyễn Thiện Tá    | Ủy viên Ban chấp hành VINACAS Phó GĐ CTy TNHH Thảo Nguyên                              |
| 16  | Lê Văn Chiến       | Ủy viên Ban chấp hành VINACAS Giám Đốc Ban 4 - Vinacontrol TP. HCM                     |
| 17  | Phan Xuân Long     | Ủy viên Ban Kiểm tra Phó TGĐ CTy Cafecontrol TP.HCM                                    |
| 18  | Huỳnh Tuyết Phượng | Ủy viên Ban Kiểm tra GĐ Cty RICHCOM                                                    |

## Cơ quan chuyên môn của Hiệp hội nhiệm kỳ IX: 2016 - 2020.
| STT | Tên cơ quan                             |
| --- | --------------------------------------- |
| 1   | Văn phòng Hiệp hội                      |
| 2   | Ban Chính sách                          |
| 3   | Ban Khoa học và Công nghệ               |
| 4   | Ban Xúc tiến Thương mại                 |
| 5   | Ban Nông nghiệp và Nông dân trồng điều  |
| 6   | Ban Tài chính                           |
| 7   | Ban Thi đua - Khen thưởng               |
| 8   | Hội đồng tư vấn xuất nhập khẩu điều     |
| 9   | Hội đồng hòa giải tranh chấp thương mại |
| 10  | Hội đồng Thi đua - Khen thưởng          |

## Lãnh đạo Hiệp hội các thời kỳ (1990 - nay)
1. Chủ tịch Hiệp hội Điều Việt Nam
Ông Nguyễn Văn Thạch - Chủ tịch Khóa I (1990-1993)
Ông Huỳnh Uy Dũng (tên trước: Huỳnh Phi Dũng) - Chủ tịch Khóa II (1994-1995)
Bà Nguyễn Việt Hà - Chủ tịch Khóa II (1995-1996)
Ông Nguyễn Thái Học - Chủ tịch Khóa III (1996-1999) & Khóa VII (2009-2011)
Ông Hồ Ngọc Cầm - Chủ tịch Khóa IV (2000-2002) & Khóa V (2003-2005)
Ông Nguyễn Đức Thanh - Quyền Chủ tịch Khóa VI (2007-2008), Chủ tịch Khóa VIII (2012-2015), Chủ tịch Khóa IX (2016-2018)
Ông Phạm Văn Biên - Chủ tịch Khóa VI (2006-2007) (Đã mất)
Ông Phạm Văn Công - Chủ tịch Khóa IX (2018-2020) & Khóa X (2021-2026) (đương nhiệm)
Link tham khảo ông Huỳnh Uy Dũng: Huỳnh Uy Dũng – Wikipedia tiếng Việt
2. Tổng Thư ký Hiệp hội Điều Việt Nam
Ông Túy Can - Tổng Thư ký Khóa I (1990-1993) (Đã mất)
Ông Phạm Đình Thanh - Tổng Thư ký Khóa II (1994-1995) & Khóa III (1996-1999)
Ông Nguyễn Đức Thanh - Tổng Thư ký Khóa IV (2000-2002) &  Khóa V (2003-2005)
Ông Trần Hoàng Ý - Tổng Thư ký Khóa VI (2006-2007)
Ông Nguyễn Văn Lãng - Tổng Thư ký Khóa VI (2007-2008) (Đã mất)
Ông Đặng Hoàng Giang - Tổng Thư ký Khóa VII: 2019 - 2012 đến nay
Trích nguồn từ trang VINACAS

## Thành tích đã đạt được
- - Huân chương Lao Động Hạng Nhì do Chủ tịch Nước CHXHCN Việt Nam trao tặng ngày 23/7/2013. Huân chương Lao Động Hạng Ba do Chủ tịch Nước CHXHCN Việt Nam trao tặng ngày 14/1/2003.
  - Huân chương Lao động Hạng Ba do Chủ tịch Nước CHXHCN Việt Nam trao tặng ngày 14/1/2003.
  - Bằng khen Chính Phủ; Bằng khen, Cờ thi đua của các Bộ: Nông nghiệp & Phát triển Nông thôn, Bộ Công Thương nhiều năm liên tục.
  - Bằng khen, Cờ thi đua của các Bộ: Nông nghiệp & Phát triển Nông thôn, Bộ Công Thương (nhiều năm liên tục).
  - Hội viên VINACAS hàng năm luôn có tên trong danh sách của những giải thưởng uy tín nhất của Việt Nam như : “Doanh nghiệp xuất khẩu uy tín" của Bộ Công thương, Chứng nhận “Hàng Nông Lâm sản Việt Nam chất lượng cao và uy tín thương mại", “Sao Vàng Đất Việt", Top 200 doanh nghiệp lớn nhất Việt Nam (theo UNDP), Top 500 doanh nghiệp lớn nhất Việt Nam, Quả Điều Vàng VN
  - Cá nhân lãnh đạo các doanh nghiệp Hội viên còn được tặng những phần thưởng cao quý như "Huân chương Lao động", "Doanh nhân tiêu biểu",...[4]